# Foltești
Foltești es una comuna ubicada en el distrito de Galați, Rumania.

## Superficie
Posee una superficie de 69,0 kilómetros cuadrados.

## Demografía
Hasta 2021 la población era de 3262 habitantes, con una densidad de población de 47,28 habitantes por kilómetro cuadrado.